# Fedor Černych
Fedor Ivanovičius Černych (in russo Фёдор Иванович Черных?, Fëdor Ivanovič Černych; Mosca, 21 maggio 1991) è un calciatore russo naturalizzato lituano, centrocampista del Kauno Žalgiris della nazionale lituana.

## Biografia
È nato a Mosca da una famiglia russa di origine lituana. Alla separazione dei genitori si trasferì a Vilnius con la madre e il fratello. Nel 2009 ottiene la cittadinanza lituana.

## Carriera

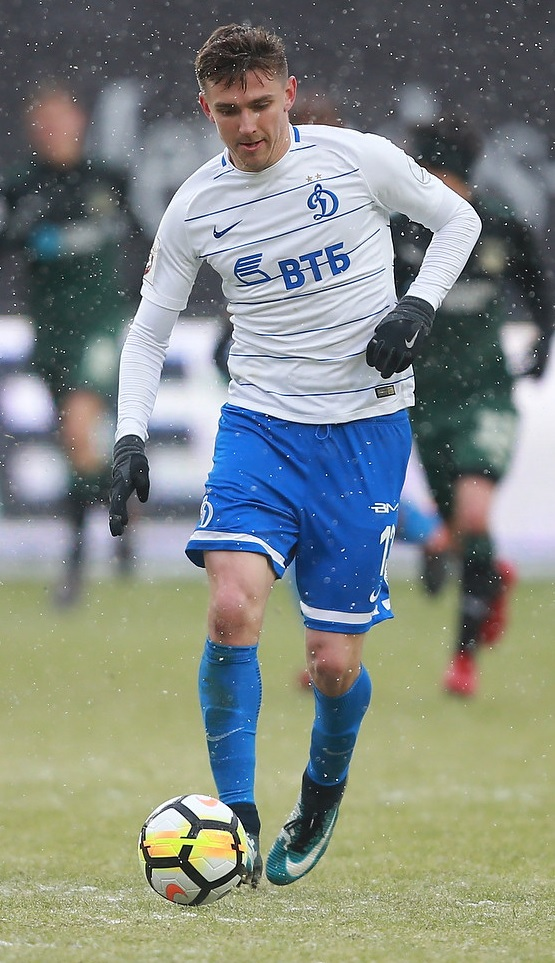
Černych nel 2018.

### Club
Inizia a giocare a calcio nelle giovanili del Granitas Vilnius, che nel 2008 lo aggrega alla prima squadra, impegnata nel girone sud della terza divisione lituana. Nel 2009 viene tesserato dal Dnjapro Mahilëŭ, nel campionato bielorusso. L'8 luglio 2010 esordisce nelle competizioni europee contro il Laçi, incontro preliminare valido per l'accesso alla fase a gironi di UEFA Europa League, subentrando al 67' al posto di Igor Zenkovich e segnando allo scadere la rete che fissa il risultato sul punteggio di 7-1 per i bielorussi. Nel 2012 passa in prestito per una stagione al Naftan.
Nel 2014 viene ingaggiato dal Górnik Łęczna, nel campionato polacco. Nel 2015 si trasferisce allo Jagiellonia, che il 26 gennaio 2018 lo cede a titolo definitivo alla Dinamo Mosca. Mette a segno la sua prima rete nel campionato russo il 31 marzo nell'incontro vinto 2-1 contro l'Arsenal Tula.
Il 21 agosto 2019 passa in prestito all'Orenburg. L'8 settembre 2020 rescinde consensualmente il contratto che lo legava alla Dinamo Mosca. Il 17 settembre torna allo Jagiellonia, firmando un contratto triennale.
L'8 gennaio 2023 viene ingaggiato dall'AEL Limassol, nel campionato cipriota, firmando un contratto valido fino al 2024, con opzione di rinnovo per un'ulteriore stagione.

### Nazionale
Ha giocato nelle nazionali giovanili lituane Under-19 ed Under-21.
Esordisce in nazionale il 14 novembre 2012 in un'amichevole disputata a Erevan contro l'Armenia (vinta 4-2 dai padroni di casa). Mette a segno la sua prima rete in nazionale l'11 ottobre 2013 contro la Lettonia (2-0), in una sfida di qualificazione ai Mondiali 2014. Nel 2016 viene nominato capitano della squadra dal CT Edgaras Jankauskas. È stato eletto due volte consecutive calciatore lituano dell'anno dalla LFF (2016, 2017).
Il 7 giugno 2025 raggiunge quota 100 presenze con la Lituania nella sfida pareggiata 0-0 in trasferta contro Malta.

## Statistiche

### Presenze e reti nei club
Statistiche aggiornate al 19 aprile 2024.
| Stagione               | Squadra                | Campionato             | Campionato | Campionato | Coppe nazionali | Coppe nazionali | Coppe nazionali | Coppe continentali | Coppe continentali | Coppe continentali | Altre coppe | Altre coppe | Altre coppe | Totale | Totale |
| Stagione               | Squadra                | Comp                   | Pres       | Reti       | Comp            | Pres            | Reti            | Comp               | Pres               | Reti               | Comp        | Pres        | Reti        | Pres   | Reti   |
| ---------------------- | ---------------------- | ---------------------- | ---------- | ---------- | --------------- | --------------- | --------------- | ------------------ | ------------------ | ------------------ | ----------- | ----------- | ----------- | ------ | ------ |
| 2009                   | Dnjapro Mahilëŭ        | VL                     | 2          | 2          | KB              | 0               | 0               | -                  | -                  | -                  | -           | -           | -           | 2      | 2      |
| 2010                   | Dnjapro Mahilëŭ        | VL                     | 23         | 4          | KB              | 1               | 0               | UEL                | 6                  | 1                  | -           | -           | -           | 30     | 5      |
| 2011                   | Dnjapro Mahilëŭ        | VL                     | 18         | 1          | KB              | 0               | 0               | -                  | -                  | -                  | -           | -           | -           | 18     | 1      |
| 2012                   | Naftan                 | VL                     | 30         | 5          | KB              | 4               | 1               | UEL                | 2                  | 0                  | -           | -           | -           | 36     | 6      |
| 2013                   | Dnjapro Mahilëŭ        | VL                     | 22+11      | 2+2        | KB              | 0               | 0               | -                  | -                  | -                  | -           | -           | -           | 33     | 4      |
| 2014                   | Dnjapro Mahilëŭ        | VL                     | 10         | 3          | KB              | 4               | 0               | -                  | -                  | -                  | -           | -           | -           | 14     | 3      |
| Totale Dnjapro Mahilëŭ | Totale Dnjapro Mahilëŭ | Totale Dnjapro Mahilëŭ | 86         | 14         |                 | 5               | 0               |                    | 6                  | 1                  |             | -           | -           | 97     | 15     |
| 2014-2015              | Górnik Łęczna          | EK                     | 32         | 11         | CP              | 1               | 1               | -                  | -                  | -                  | -           | -           | -           | 33     | 12     |
| ago. 2015              | Górnik Łęczna          | EK                     | 6          | 1          | CP              | 1               | 0               | -                  | -                  | -                  | -           | -           | -           | 7      | 1      |
| Totale Górnik Łęczna   | Totale Górnik Łęczna   | Totale Górnik Łęczna   | 38         | 12         |                 | 2               | 1               |                    | -                  | -                  |             | -           | -           | 40     | 13     |
| ago. 2015-2016         | Jagiellonia            | EK                     | 27         | 3          | CP              | 1               | 0               | UEL                | -                  | -                  | -           | -           | -           | 28     | 3      |
| 2016-2017              | Jagiellonia            | EK                     | 34         | 12         | CP              | 2               | 1               | -                  | -                  | -                  | -           | -           | -           | 36     | 13     |
| 2017-gen. 2018         | Jagiellonia            | EK                     | 21         | 3          | CP              | 1               | 0               | UEL                | 4                  | 1                  | -           | -           | -           | 26     | 4      |
| gen.-giu. 2018         | Dinamo Mosca           | PL                     | 9          | 1          | KR              | -               | -               | -                  | -                  | -                  | -           | -           | -           | 9      | 1      |
| 2018-2019              | Dinamo Mosca           | PL                     | 22         | 2          | KR              | 2               | 0               | -                  | -                  | -                  | -           | -           | -           | 24     | 2      |
| Totale Dinamo Mosca    | Totale Dinamo Mosca    | Totale Dinamo Mosca    | 31         | 3          |                 | 2               | 0               |                    | -                  | -                  |             | -           | -           | 33     | 3      |
| 2019-2020              | Orenburg               | PL                     | 11         | 0          | KR              | 1               | 0               | -                  | -                  | -                  | -           | -           | -           | 12     | 0      |
| 2020-2021              | Jagiellonia            | EK                     | 16         | 1          | CP              | 0               | 0               | -                  | -                  | -                  | -           | -           | -           | 16     | 1      |
| 2021-2022              | Jagiellonia            | EK                     | 29         | 4          | CP              | 1               | 1               | -                  | -                  | -                  | -           | -           | -           | 30     | 5      |
| 2022-gen. 2023         | Jagiellonia            | EK                     | 16         | 1          | CP              | 2               | 0               | -                  | -                  | -                  | -           | -           | -           | 18     | 1      |
| Totale Jagiellonia     | Totale Jagiellonia     | Totale Jagiellonia     | 143        | 24         |                 | 7               | 2               |                    | 4                  | 1                  |             | -           | -           | 154    | 27     |
| gen.-giu. 2023         | AEL Limassol           | A                      | 6+10       | 0+1        | CC              | 4               | 0               | -                  | -                  | -                  | -           | -           | -           | 20     | 1      |
| 2023-gen. 2024         | AEL Limassol           | A                      | 13         | 0          | CC              | 0               | 0               | -                  | -                  | -                  | -           | -           | -           | 13     | 0      |
| Totale AEL Limassol    | Totale AEL Limassol    | Totale AEL Limassol    | 29         | 1          |                 | 4               | 0               |                    | -                  | -                  |             | -           | -           | 33     | 1      |
| gen.-giu. 2024         | Kerala Blasters        | ISL                    | 9+1        | 2+1        | SC              | -               | -               | -                  | -                  | -                  | DC          | -           | -           | 10     | 3      |
| Totale carriera        | Totale carriera        | Totale carriera        | 378        | 62         |                 | 25              | 4               |                    | 12                 | 2                  |             | -           | -           | 415    | 68     |

### Cronologia presenze e reti in nazionale
| Cronologia completa delle presenze e delle reti in nazionale ― Lituania | Cronologia completa delle presenze e delle reti in nazionale ― Lituania | Cronologia completa delle presenze e delle reti in nazionale ― Lituania | Cronologia completa delle presenze e delle reti in nazionale ― Lituania | Cronologia completa delle presenze e delle reti in nazionale ― Lituania | Cronologia completa delle presenze e delle reti in nazionale ― Lituania | Cronologia completa delle presenze e delle reti in nazionale ― Lituania | Cronologia completa delle presenze e delle reti in nazionale ― Lituania |
| Data                                                                    | Città                                                                   | In casa                                                                 | Risultato                                                               | Ospiti                                                                  | Competizione                                                            | Reti                                                                    | Note                                                                    |
| ----------------------------------------------------------------------- | ----------------------------------------------------------------------- | ----------------------------------------------------------------------- | ----------------------------------------------------------------------- | ----------------------------------------------------------------------- | ----------------------------------------------------------------------- | ----------------------------------------------------------------------- | ----------------------------------------------------------------------- |
| 14-11-2012                                                              | Erevan                                                                  | Armenia                                                                 | 4 – 2                                                                   | Lituania                                                                | Amichevole                                                              | -                                                                       | 56’                                                                     |
| 26-3-2013                                                               | Tirana                                                                  | Albania                                                                 | 4 – 1                                                                   | Lituania                                                                | Amichevole                                                              | -                                                                       | 46’                                                                     |
| 11-10-2013                                                              | Vilnius                                                                 | Lituania                                                                | 2 – 0                                                                   | Lettonia                                                                | Qual. Mondiali 2014                                                     | 1                                                                       | 73’                                                                     |
| 15-10-2013                                                              | Kaunas                                                                  | Lituania                                                                | 0 – 1                                                                   | Bosnia ed Erzegovina                                                    | Qual. Mondiali 2014                                                     | -                                                                       | 85’                                                                     |
| 18-11-2013                                                              | Chișinău                                                                | Moldavia                                                                | 1 – 1                                                                   | Lituania                                                                | Amichevole                                                              | -                                                                       | 46’                                                                     |
| 5-3-2014                                                                | Antalya                                                                 | Kazakistan                                                              | 1 – 1                                                                   | Lituania                                                                | Amichevole                                                              | -                                                                       | 53’                                                                     |
| 29-5-2014                                                               | Ventspils                                                               | Finlandia                                                               | 0 – 1                                                                   | Lituania                                                                | Coppa del Baltico 2014                                                  | -                                                                       | 85’                                                                     |
| 31-5-2014                                                               | Liepāja                                                                 | Lettonia                                                                | 1 – 0                                                                   | Lituania                                                                | Coppa del Baltico 2014                                                  | -                                                                       |                                                                         |
| 6-6-2014                                                                | Danzica                                                                 | Polonia                                                                 | 2 – 1                                                                   | Lituania                                                                | Amichevole                                                              | -                                                                       | 85’                                                                     |
| 3-9-2014                                                                | Linz                                                                    | Emirati Arabi Uniti                                                     | 1 – 1                                                                   | Lituania                                                                | Amichevole                                                              | -                                                                       | 46’                                                                     |
| 8-9-2014                                                                | Serravalle                                                              | San Marino                                                              | 0 – 2                                                                   | Lituania                                                                | Qual. Euro 2016                                                         | -                                                                       | 90’                                                                     |
| 9-10-2014                                                               | Vilnius                                                                 | Lituania                                                                | 1 – 0                                                                   | Estonia                                                                 | Qual. Euro 2016                                                         | -                                                                       |                                                                         |
| 12-10-2014                                                              | Vilnius                                                                 | Lituania                                                                | 0 – 2                                                                   | Slovenia                                                                | Qual. Euro 2016                                                         | -                                                                       |                                                                         |
| 15-11-2014                                                              | San Gallo                                                               | Svizzera                                                                | 4 – 0                                                                   | Lituania                                                                | Qual. Euro 2016                                                         | -                                                                       |                                                                         |
| 18-11-2014                                                              | Kiev                                                                    | Ucraina                                                                 | 0 – 0                                                                   | Lituania                                                                | Amichevole                                                              | -                                                                       | 58’                                                                     |
| 27-3-2015                                                               | Londra                                                                  | Inghilterra                                                             | 4 – 0                                                                   | Lituania                                                                | Qual. Euro 2016                                                         | -                                                                       |                                                                         |
| 14-6-2015                                                               | Vilnius                                                                 | Lituania                                                                | 1 – 2                                                                   | Svizzera                                                                | Qual. Euro 2016                                                         | 1                                                                       |                                                                         |
| 5-9-2015                                                                | Tallinn                                                                 | Estonia                                                                 | 1 – 0                                                                   | Lituania                                                                | Qual. Euro 2016                                                         | -                                                                       |                                                                         |
| 8-9-2015                                                                | Vilnius                                                                 | Lituania                                                                | 2 – 1                                                                   | San Marino                                                              | Qual. Euro 2016                                                         | 1                                                                       |                                                                         |
| 9-10-2015                                                               | Lubiana                                                                 | Slovenia                                                                | 1 – 1                                                                   | Lituania                                                                | Qual. Euro 2016                                                         | -                                                                       | 15’ 63’                                                                 |
| 12-10-2015                                                              | Vilnius                                                                 | Lituania                                                                | 0 – 3                                                                   | Inghilterra                                                             | Qual. Euro 2016                                                         | -                                                                       |                                                                         |
| 23-3-2016                                                               | Giurgiu                                                                 | Romania                                                                 | 1 – 0                                                                   | Lituania                                                                | Amichevole                                                              | -                                                                       | Cap. 83’                                                                |
| 26-3-2016                                                               | Mosca                                                                   | Russia                                                                  | 3 – 0                                                                   | Lituania                                                                | Amichevole                                                              | -                                                                       | Cap. 80’                                                                |
| 29-5-2016                                                               | Klaipėda                                                                | Lituania                                                                | 2 – 0                                                                   | Estonia                                                                 | Coppa del Baltico 2016                                                  | 1                                                                       | Cap. 53’                                                                |
| 1-6-2016                                                                | Riga                                                                    | Lettonia                                                                | 2 – 1                                                                   | Lituania                                                                | Coppa del Baltico 2016                                                  | 1                                                                       | Cap.                                                                    |
| 6-6-2016                                                                | Cracovia                                                                | Polonia                                                                 | 0 – 0                                                                   | Lituania                                                                | Amichevole                                                              | -                                                                       | Cap. 50’                                                                |
| 4-9-2016                                                                | Vilnius                                                                 | Lituania                                                                | 2 – 2                                                                   | Slovenia                                                                | Qual. Mondiali 2018                                                     | 1                                                                       | Cap. 70’                                                                |
| 8-10-2016                                                               | Glasgow                                                                 | Scozia                                                                  | 1 – 1                                                                   | Lituania                                                                | Qual. Mondiali 2018                                                     | 1                                                                       | Cap.                                                                    |
| 11-10-2016                                                              | Vilnius                                                                 | Lituania                                                                | 2 – 0                                                                   | Malta                                                                   | Qual. Mondiali 2018                                                     | 1                                                                       | Cap.                                                                    |
| 11-11-2016                                                              | Trnava                                                                  | Slovacchia                                                              | 4 – 0                                                                   | Lituania                                                                | Qual. Mondiali 2018                                                     | -                                                                       | Cap.                                                                    |
| 22-3-2017                                                               | Ústí nad Labem                                                          | Rep. Ceca                                                               | 3 – 0                                                                   | Lituania                                                                | Amichevole                                                              | -                                                                       | 61’                                                                     |
| 26-3-2017                                                               | Londra                                                                  | Inghilterra                                                             | 2 – 0                                                                   | Lituania                                                                | Qual. Mondiali 2018                                                     | -                                                                       | Cap.                                                                    |
| 10-6-2017                                                               | Vilnius                                                                 | Lituania                                                                | 1 – 2                                                                   | Slovacchia                                                              | Qual. Mondiali 2018                                                     | -                                                                       | Cap.                                                                    |
| 1-9-2017                                                                | Vilnius                                                                 | Lituania                                                                | 0 – 3                                                                   | Scozia                                                                  | Qual. Mondiali 2018                                                     | -                                                                       | Cap. 79’                                                                |
| 4-9-2017                                                                | Lubiana                                                                 | Slovenia                                                                | 4 – 0                                                                   | Lituania                                                                | Qual. Mondiali 2018                                                     | -                                                                       | Cap.                                                                    |
| 5-10-2017                                                               | Ta' Qali                                                                | Malta                                                                   | 1 – 1                                                                   | Lituania                                                                | Qual. Mondiali 2018                                                     | -                                                                       | Cap.                                                                    |
| 8-10-2017                                                               | Vilnius                                                                 | Lituania                                                                | 0 – 1                                                                   | Inghilterra                                                             | Qual. Mondiali 2018                                                     | -                                                                       | Cap.                                                                    |
| 24-3-2018                                                               | Tbilisi                                                                 | Georgia                                                                 | 4 – 0                                                                   | Lituania                                                                | Amichevole                                                              | -                                                                       | Cap. 81’                                                                |
| 27-3-2018                                                               | Erevan                                                                  | Armenia                                                                 | 0 – 1                                                                   | Lituania                                                                | Amichevole                                                              | -                                                                       | Cap. 90’                                                                |
| 30-5-2018                                                               | Rakvere                                                                 | Estonia                                                                 | 2 – 0                                                                   | Lituania                                                                | Coppa del Baltico 2018                                                  | -                                                                       | Cap.                                                                    |
| 5-6-2018                                                                | Tallinn                                                                 | Lettonia                                                                | 1 – 1                                                                   | Lituania                                                                | Coppa del Baltico 2018                                                  | -                                                                       | Cap.                                                                    |
| 12-6-2018                                                               | Varsavia                                                                | Polonia                                                                 | 4 – 0                                                                   | Lituania                                                                | Amichevole                                                              | -                                                                       | Cap. 26’                                                                |
| 7-9-2018                                                                | Vilnius                                                                 | Lituania                                                                | 0 – 1                                                                   | Serbia                                                                  | UEFA Nations League 2018-2019 - 1º turno                                | -                                                                       | Cap.                                                                    |
| 10-9-2018                                                               | Podgorica                                                               | Montenegro                                                              | 2 – 0                                                                   | Lituania                                                                | UEFA Nations League 2018-2019 - 1º turno                                | -                                                                       | Cap.                                                                    |
| 11-10-2018                                                              | Vilnius                                                                 | Lituania                                                                | 1 – 2                                                                   | Romania                                                                 | UEFA Nations League 2018-2019 - 1º turno                                | -                                                                       | Cap. 87’                                                                |
| 14-10-2018                                                              | Vilnius                                                                 | Lituania                                                                | 1 – 4                                                                   | Montenegro                                                              | UEFA Nations League 2018-2019 - 1º turno                                | -                                                                       | Cap. 49’                                                                |
| 17-11-2018                                                              | Ploiești                                                                | Romania                                                                 | 3 – 0                                                                   | Lituania                                                                | UEFA Nations League 2018-2019 - 1º turno                                | -                                                                       | Cap. 74’                                                                |
| 20-11-2018                                                              | Belgrado                                                                | Serbia                                                                  | 4 – 1                                                                   | Lituania                                                                | UEFA Nations League 2018-2019 - 1º turno                                | -                                                                       | Cap.                                                                    |
| 22-3-2019                                                               | Lussemburgo                                                             | Lussemburgo                                                             | 2 – 1                                                                   | Lituania                                                                | Qual. Euro 2020                                                         | 1                                                                       | Cap.                                                                    |
| 25-3-2019                                                               | Baku                                                                    | Azerbaigian                                                             | 0 – 0                                                                   | Lituania                                                                | Amichevole                                                              | -                                                                       | Cap. 65’                                                                |
| 7-6-2019                                                                | Vilnius                                                                 | Lituania                                                                | 1 – 1                                                                   | Lussemburgo                                                             | Qual. Euro 2020                                                         | -                                                                       | Cap. 89’                                                                |
| 10-6-2019                                                               | Belgrado                                                                | Serbia                                                                  | 4 – 1                                                                   | Lituania                                                                | Qual. Euro 2020                                                         | -                                                                       | Cap. 69’                                                                |
| 7-9-2019                                                                | Vilnius                                                                 | Lituania                                                                | 0 – 3                                                                   | Ucraina                                                                 | Qual. Euro 2020                                                         | -                                                                       | Cap. 68’                                                                |
| 14-11-2019                                                              | Faro                                                                    | Portogallo                                                              | 6 – 0                                                                   | Lituania                                                                | Qual. Euro 2020                                                         | -                                                                       | Cap. 81’                                                                |
| 17-11-2019                                                              | Vilnius                                                                 | Lituania                                                                | 1 – 0                                                                   | Nuova Zelanda                                                           | Amichevole                                                              | -                                                                       | 87’                                                                     |
| 4-9-2020                                                                | Vilnius                                                                 | Lituania                                                                | 0 – 2                                                                   | Kazakistan                                                              | UEFA Nations League 2020-2021 - 1º turno                                | -                                                                       | Cap. 46’                                                                |
| 7-10-2020                                                               | Tallinn                                                                 | Estonia                                                                 | 1 – 3                                                                   | Lituania                                                                | Amichevole                                                              | -                                                                       | 55’                                                                     |
| 11-10-2020                                                              | Vilnius                                                                 | Lituania                                                                | 2 – 2                                                                   | Bielorussia                                                             | UEFA Nations League 2020-2021 - 1º turno                                | -                                                                       | 72’                                                                     |
| 14-10-2020                                                              | Vilnius                                                                 | Lituania                                                                | 0 – 0                                                                   | Albania                                                                 | UEFA Nations League 2020-2021 - 1º turno                                | -                                                                       | 87’                                                                     |
| 24-3-2021                                                               | Pristina                                                                | Kosovo                                                                  | 4 – 0                                                                   | Lituania                                                                | Amichevole                                                              | -                                                                       | 72’                                                                     |
| 28-3-2021                                                               | San Gallo                                                               | Svizzera                                                                | 1 – 0                                                                   | Lituania                                                                | Qual. Mondiali 2022                                                     | -                                                                       | 42’ 81’                                                                 |
| 31-3-2021                                                               | Vilnius                                                                 | Lituania                                                                | 0 – 2                                                                   | Italia                                                                  | Qual. Mondiali 2022                                                     | -                                                                       | 75’                                                                     |
| 1-6-2021                                                                | Vilnius                                                                 | Lituania                                                                | 0 – 1                                                                   | Estonia                                                                 | Coppa del Baltico 2020                                                  | -                                                                       | 59’                                                                     |
| 4-6-2021                                                                | Riga                                                                    | Lettonia                                                                | 3 – 1                                                                   | Lituania                                                                | Coppa del Baltico 2020                                                  | -                                                                       | 56’                                                                     |
| 8-6-2021                                                                | Leganés                                                                 | Spagna                                                                  | 4 – 0                                                                   | Lituania                                                                | Amichevole                                                              | -                                                                       | 45+2’ 46’                                                               |
| 2-9-2021                                                                | Vilnius                                                                 | Lituania                                                                | 1 – 4                                                                   | Irlanda del Nord                                                        | Qual. Mondiali 2022                                                     | -                                                                       | 80’                                                                     |
| 5-9-2021                                                                | Sofia                                                                   | Bulgaria                                                                | 1 – 0                                                                   | Lituania                                                                | Qual. Mondiali 2022                                                     | -                                                                       | 89’                                                                     |
| 9-10-2021                                                               | Vilnius                                                                 | Lituania                                                                | 3 – 1                                                                   | Bulgaria                                                                | Qual. Mondiali 2022                                                     | 2                                                                       | 90’                                                                     |
| 12-10-2021                                                              | Vilnius                                                                 | Lituania                                                                | 0 – 4                                                                   | Svizzera                                                                | Qual. Mondiali 2022                                                     | -                                                                       | 83’                                                                     |
| 12-11-2021                                                              | Belfast                                                                 | Irlanda del Nord                                                        | 1 – 0                                                                   | Lituania                                                                | Qual. Mondiali 2022                                                     | -                                                                       |                                                                         |
| 15-11-2021                                                              | Vilnius                                                                 | Lituania                                                                | 1 – 1                                                                   | Kuwait                                                                  | Amichevole                                                              | -                                                                       | Cap.                                                                    |
| 25-3-2022                                                               | Serravalle                                                              | San Marino                                                              | 1 – 2                                                                   | Lituania                                                                | Amichevole                                                              | -                                                                       | Cap.                                                                    |
| 29-3-2022                                                               | Dublino                                                                 | Irlanda                                                                 | 1 – 0                                                                   | Lituania                                                                | Amichevole                                                              | -                                                                       | Cap. 75’ 87’                                                            |
| 7-6-2022                                                                | Vilnius                                                                 | Lituania                                                                | 0 – 6                                                                   | Turchia                                                                 | UEFA Nations League 2022-2023 - 1º turno                                | -                                                                       | 46’                                                                     |
| 11-6-2022                                                               | Tórshavn                                                                | Fær Øer                                                                 | 2 – 1                                                                   | Lituania                                                                | UEFA Nations League 2022-2023 - 1º turno                                | 1                                                                       | Cap.                                                                    |
| 14-6-2022                                                               | Smirne                                                                  | Turchia                                                                 | 2 – 0                                                                   | Lituania                                                                | UEFA Nations League 2022-2023 - 1º turno                                | -                                                                       | Cap. 48’                                                                |
| 22-9-2022                                                               | Vilnius                                                                 | Lituania                                                                | 1 – 1                                                                   | Fær Øer                                                                 | UEFA Nations League 2022-2023 - 1º turno                                | -                                                                       |                                                                         |
| 25-9-2022                                                               | Lussemburgo                                                             | Lussemburgo                                                             | 1 – 0                                                                   | Lituania                                                                | UEFA Nations League 2022-2023 - 1º turno                                | -                                                                       | Cap. 66’                                                                |
| 16-11-2022                                                              | Kaunas                                                                  | Lituania                                                                | 0 – 0 (5 - 6 dtr)                                                       | Islanda                                                                 | Coppa del Baltico 2022                                                  | -                                                                       |                                                                         |
| 19-11-2022                                                              | Tallinn                                                                 | Estonia                                                                 | 2 – 0                                                                   | Lituania                                                                | Coppa del Baltico 2022                                                  | -                                                                       | 46’                                                                     |
| 24-3-2023                                                               | Belgrado                                                                | Serbia                                                                  | 2 – 0                                                                   | Lituania                                                                | Qual. Euro 2024                                                         | -                                                                       | Cap.                                                                    |
| 27-3-2023                                                               | Atene                                                                   | Grecia                                                                  | 0 – 0                                                                   | Lituania                                                                | Amichevole                                                              | -                                                                       | Cap. 60’                                                                |
| 17-6-2023                                                               | Kaunas                                                                  | Lituania                                                                | 1 – 1                                                                   | Bulgaria                                                                | Qual. Euro 2024                                                         | -                                                                       | Cap. 38’                                                                |
| 7-9-2023                                                                | Kaunas                                                                  | Lituania                                                                | 2 – 2                                                                   | Montenegro                                                              | Qual. Euro 2024                                                         | 1                                                                       | 69’                                                                     |
| 10-9-2023                                                               | Kaunas                                                                  | Lituania                                                                | 1 – 3                                                                   | Serbia                                                                  | Qual. Euro 2024                                                         | -                                                                       | Cap. 23’                                                                |
| 14-10-2023                                                              | Sofia                                                                   | Bulgaria                                                                | 0 – 2                                                                   | Lituania                                                                | Qual. Euro 2024                                                         | -                                                                       | Cap. 70’                                                                |
| 17-10-2023                                                              | Kaunas                                                                  | Lituania                                                                | 2 – 2                                                                   | Ungheria                                                                | Qual. Euro 2024                                                         | 1                                                                       | Cap. 65’                                                                |
| 16-11-2023                                                              | Podgorica                                                               | Montenegro                                                              | 2 – 0                                                                   | Lituania                                                                | Qual. Euro 2024                                                         | -                                                                       | Cap. 82’                                                                |
| 19-11-2023                                                              | Limassol                                                                | Cipro                                                                   | 1 – 0                                                                   | Lituania                                                                | Amichevole                                                              | -                                                                       | 60’                                                                     |
| 21-3-2024                                                               | Loulé                                                                   | Gibilterra                                                              | 0 – 1                                                                   | Lituania                                                                | UEFA Nations League 2022-2023 - Playout                                 | -                                                                       | Cap. 88’                                                                |
| 26-3-2024                                                               | Kaunas                                                                  | Lituania                                                                | 1 – 0                                                                   | Gibilterra                                                              | UEFA Nations League 2022-2023 - Playout                                 | 1                                                                       | Cap. 87’                                                                |
| 8-6-2024                                                                | Liepāja                                                                 | Lettonia                                                                | 0 – 2                                                                   | Lituania                                                                | Coppa del Baltico 2024                                                  | -                                                                       | Cap. 67’                                                                |
| 11-6-2024                                                               | Kaunas                                                                  | Lituania                                                                | 1 – 1 (3 – 4 dtr)                                                       | Estonia                                                                 | Coppa del Baltico 2024                                                  | -                                                                       | 46’                                                                     |
| 12-10-2024                                                              | Kaunas                                                                  | Lituania                                                                | 1 – 2                                                                   | Kosovo                                                                  | UEFA Nations League 2024-2025 - 1º turno                                | -                                                                       | 59’                                                                     |
| 15-10-2024                                                              | Kaunas                                                                  | Lituania                                                                | 1 – 2                                                                   | Romania                                                                 | UEFA Nations League 2024-2025 - 1º turno                                | -                                                                       | 75’                                                                     |
| 15-11-2024                                                              | Larnaca                                                                 | Cipro                                                                   | 2 – 1                                                                   | Lituania                                                                | UEFA Nations League 2024-2025 - 1º turno                                | -                                                                       | 60’                                                                     |
| 18-11-2024                                                              | Pristina                                                                | Kosovo                                                                  | 1 – 0                                                                   | Lituania                                                                | UEFA Nations League 2024-2025 - 1º turno                                | -                                                                       | Cap. 60’                                                                |
| 21-3-2025                                                               | Varsavia                                                                | Polonia                                                                 | 1 – 0                                                                   | Lituania                                                                | Qual. Mondiali 2026                                                     | -                                                                       | 61’                                                                     |
| 24-3-2025                                                               | Kaunas                                                                  | Lituania                                                                | 2 – 2                                                                   | Finlandia                                                               | Qual. Mondiali 2026                                                     | -                                                                       | 65’                                                                     |
| 7-6-2025                                                                | Ta' Qali                                                                | Malta                                                                   | 0 – 0                                                                   | Lituania                                                                | Qual. Mondiali 2026                                                     | -                                                                       | 70’                                                                     |
| Totale                                                                  |                                                                         | Presenze (2º posto)                                                     | 100                                                                     |                                                                         | Reti (2º posto)                                                         | 15                                                                      |                                                                         |

## Palmarès

### Club

#### Competizioni nazionali
- Coppa di Bielorussia: 1

Naftan: 2011-2012

### Individuale
- Calciatore lituano dell'anno: 2

2016, 2017